# Gaetano Vacani

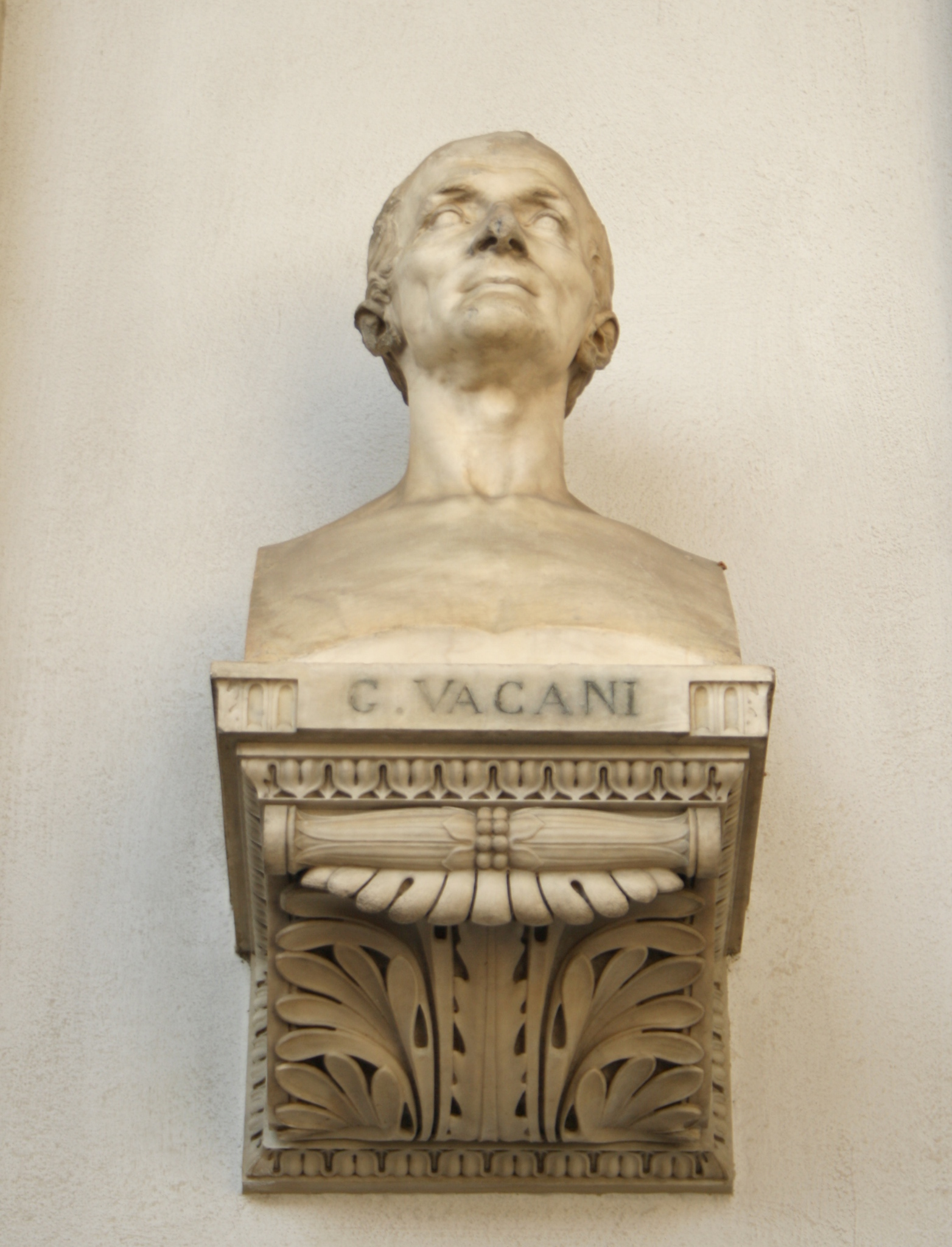
Büste von Gaetano Vacani

Gaetano Vacani, auch Gaetano Vaccani (* 1763 in Mailand; † 2. November 1844 ebenda) war ein italienischer Dekorations- und Ornamentmaler.

## Leben
In amtlichen Akten heißt er Vacani, in seinen Druckwerken nennt er sich Vaccani. Er gilt als einer der Hauptvertreter der lombardischen Dekorationskunst der neoklassischen Zeit und war ein Schüler des Giocondo Albertolli. Vacanis Spezialität waren Arbeiten in der Grau in Grau-Technik.

## Werke (Auswahl)

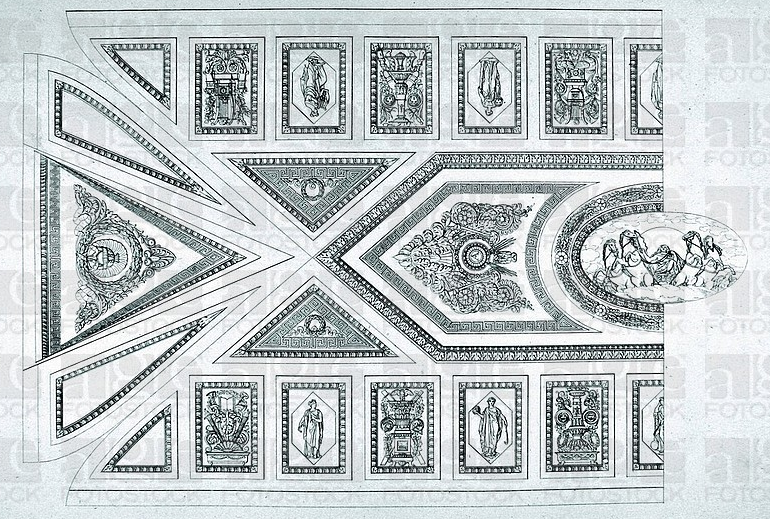
Tafel 19 aus Raccolta di compartimenti

- Im Palazzo Reale in Mailand schuf er 1809 den dekorativen Teil der Malereien der Sala delle Udienze solenni.
- Die großen allegorischen Fresken der beiden Säle von Appiani der Sala del Trono stammen ebenfalls von Vacani.
- Im frühen 19. Jahrhundert versah Vacani die Kirche Santa Maria Assunta in Borgo Ticino mit Freskomalereien.[1]
- 1807 dekorierte er zusammen mit G. Perego die Logenbrüstungen und die Decke des Teatro della Scala.
- 1812 kam sein Werk Ornamenti diversi ad uso delle scuoli heraus.
- Das Buchwerk Raccolta di compartimenti e d’ornati per la decorazione di private abitazioni e di pubblici edifizi civili, militari ed ecclesiastici ed una serie di disegni per la decorazione interna d’edifizi teatrali ideati sulle reali dimensioni dei principali teatri d’Italia von 1832 blieb unvollendet.